# Зелені технології
Екологічні технології (Зелені технології) — це використання інженерних і технологічних підходів для розуміння та вирішення проблем, які впливають на навколишнє середовище, з метою сприяння покращенню навколишнього середовища. Це передбачає застосування науки і технологій у процесі вирішення екологічних проблем шляхом збереження навколишнього середовища та пом'якшення впливу людини на навколишнє середовище.
Цей термін іноді також використовується для опису технологій сталого виробництва енергії, таких як фотоелектричні пристрої, вітрові турбіни тощо.